# 廖忠伟
廖忠伟（1964年—2012年2月7日），中国小提琴演奏家、教育家。福建省龙岩市人。一级演奏员、福建省歌舞剧院交响乐团团长、乐团首席、独奏演员、福建省政协委员、中国小提琴学会理事、中国音乐家协会会员、福建省音乐家协会常务理事、华侨大学音乐学院管弦系主任。

## 生平
1964年生于中国福建省龙岩市。1975年就读福建艺术学校（现福建艺术职业学院），1980年进入上海音乐学院，师从赵涎青教授学习小提琴，获文学学士。1991年留学加拿大，在皇家音乐学院深造，师从V. DancaKo教授，曾任皇家音乐学院交响乐团和室内乐团第一小提琴，并在美国、加拿大各地演出，多伦多电视台为他录制了“中国音乐家在加拿大”专题独奏节目。1993年学成回国，并举办了个人独奏音乐会。1994年在华东六省一市春节联欢晚会上演奏小提琴独奏曲《山歌》，并在中央电视台播出。2000年应邀赴北京与中国电影乐团合作，在中国国家图书馆音乐厅演出小提琴独奏《乐思三章》。由他担任第一小提琴的弦乐四重奏，在北京音乐厅成功举办了专场室内音乐会，并在清华大学、北京大学演出，2010年参加中央电视台（教台）春节联欢晚会，2011年应邀在国家大剧院演出《白毛女》。2012年2月7日21点15分因心脏病突发抢救无效于福州逝世。

## 家庭
夫人王肖璜，福建省歌舞剧院交响乐团中提琴首席。育有一对双胞胎。